# 孫欽昂
孫欽昂，字子定，號師竹。河南開封府滎陽縣人，清朝政治人物、進士出身。

## 生平
孙树之長子。師事張調元。咸豐六年（1856年），登進士，改庶吉士。同治三年八月初一（1864年9月1日），由翰林院编修调任廣西學政。同治七年（1881年），孙钦昂广西学政任期期满，回京述职。光绪三年（1877），河南大灾，赤地千里，饿殍枕藉，孙钦昂请假回籍筹款赈灾。光緒五年（1879年），授興泉水兵備道，駐地廈門，當地多天花患者，设局种牛痘，大大減少天花之患；壬午年，厦门遭台风侵襲，损伤无数，皆设法救济。有善政。光绪十八年（1892）重病，口不能言，行走须人扶。光绪二十二年（1896）三月十二日去世，享年七十二岁。有弟孙钦晃、子孙综源。